# Lista okrętów United States Navy, R
W tej sekcji listy okrętów United States Navy wymienione są nazwy wszystkich okrętów United States Navy, których nazwa zaczyna się od R.
Aby zobaczyć wyłącznie listę okrętów obecnie pozostających w służbie — patrz Lista obecnie służących okrętów United States Navy
W przypadku okrętów, których nazwa została użyta jednokrotnie, link USS "Nazwa_okrętu" kieruje do artykułu o konkretnym okręcie. Jeżeli nazwy użyto kilkakrotnie, link USS "Nazwa_okrętu" kieruje do strony ujednoznaczniającej z krótkimi opisami poszczególnych okrętów, natomiast linki następujące po nazwie kierują do tych okrętów bezpośrednio.

## R-Ra
- USS "R-1" (SS-78(inne języki))
- USS "R-2" (SS-79)
- USS "R-3" (SS-80)
- USS "R-4" (SS-81)
- USS "R-5" (SS-82)
- USS "R-6" (SS-83)
- USS "R-7" (SS-84)
- USS "R-8" (SS-85)
- USS "R-9" (SS-86)
- USS "R-10" (SS-87)
- USS "R-11" (SS-88)
- USS "R-12" (SS-89)
- USS "R-13" (SS-90)
- USS "R-14" (SS-91)
- USS "R-15" (SS-92)
- USS "R-16" (SS-93)
- USS "R-17" (SS-94)
- USS "R-18" (SS-95)
- USS "R-19" (SS-96)
- USS "R-20" (SS-97)
- USS "R-21" (SS-98)
- USS "R-22" (SS-99)
- USS "R-23" (SS-100)
- USS "R-24" (SS-101)
- USS "R-25" (SS-102)
- USS "R-26" (SS-103)
- USS "R-27" (SS-104)
- USS "R. B. Forbes" ()
- USS "R. E. & A. H. Watson" ()
- USS "R. E. Lee" ()
- USS "R. R. Cuyler" (1860)
- USS "R. W. Wilmot" ()
- USS "Raazoo" ()
- USS "Rabaul" (CVE-121)
- USS "Raboco" ()
- USS "Raby" (DE-698)
- USS "Raccoon" (, )
- USS "Raccoon River" ()
- USS "Racehorse" ()
- USS "Racer" (, )
- USS "Rachel Seaman" ()
- USS "Racine" (, LST-1191)
- USS "Radcliffe" ()
- USS "Radford" (DD-120, DD-446)
- USS "Radiant" ()
- USS "Radnor" ()
- USS "Raeo" ()
- USS "Rail" (, )
- USS "Rainbow" (AS-7)
- USS "Rainier" (, AOE-7)
- USS "Rainy River" ()
- USS "Rajah" ()
- USS "Raleigh" (1776, C-8(inne języki), CL-7, LPD-1)
- USS "Rall" ()
- USS "Ralph Talbot" (DD-390)
- USS "Ramage" (DDG-61)
- USS "Ramapo" (AO-12)
- USS "Rambler" ()
- USS "Ramona" ()
- USS "Rampart" ()
- USS "Ramsay" (DD-124)
- USS "Ramsden" (DER-382)
- USS "Ramsey" (FFG-2)
- USS "Randall" (APA-224)
- USS "Randolph" (1776, CV-15)
- USS "Randwijk" ()
- USS "Ranee" ()
- USS "Range Recoverer" ()
- USS "Range Sentinel" (AGM-22)
- USS "Range Tracker" ()
- USS "Ranger" (1777, 1814, 1814, 1876, 1917, 1918, CC-4, CV-4, CVA-61)
- USS "Rankin" (LKA-103)
- USS "Ransom" ()
- USS "Ransom B. Fuller" ()
- USS "Rapidan" ()
- USS "Rapido" ()
- USS "Rappahannock" (, AO-204)
- USS "Raritan" (1843, WYT-93, LSM-540)
- USS "Rasher" (SS-269)
- USS "Rathburne" (DD-113, FF-1057)
- USS "Raton" (AGSS-270)
- USS "Rattler" ()
- USS "Rattlesnake" ()
- USS "Ravager" ()
- USS "Raven" (, MHC-61)
- USS "Raven III" ()
- USS "Rawlins" ()
- USS "Ray" (SS-271, SSN-653)
- USS "Ray K. Edwards" (APD-96)
- USS "Raymon W. Herndon" (APD-121)
- USS "Raymond" (, DE-341)
- USS "Raymond J. Anderton" ()
- USS "Razorback" (SS-394)

## Re
- USS "Reading" (PF-66)
- USS "Ready" (, PG-87)
- USS "Reaper" (, , MSO-467)
- USS "Reasoner" (FF-1063)
- USS "Rebecca Sims" ()
- USS "Rebel" ()
- USS "Reclaimer" (ARS-42)
- USS "Recovery" (ARS-43)
- USS "Recruit" (, )
- USS "Red Cloud" (AKR-313)
- USS "Red Oak Victory" ()
- USS "Red River" (LFR-522)
- USS "Red Rover" ()
- USS "Redbud" ()
- USS "Redfin" ()
- USS "Redfish" (SS-395, SSN-680)
- USS "Redhead" (, )
- USS "Redmil" ()
- USS "Rednour" (APD-102)
- USS "Redpoll" (MSCO-57)
- USS "Redstart" ()
- USS "Redstone" (AGM-20)
- USS "Redwing" (, , )
- USS "Redwood" ()
- USS "Reedbird" (, )
- USS "Reefer" ()
- USS "Reeves" (APD-52, CG-24)
- USS "Reform" ()
- USS "Refresh" ()
- USS "Refuge" ()
- USS "Regis II" ()
- USS "Register" (, APD-92)
- USS "Regulus" (AF-57, AKR-292)
- USS "Rehoboth" (, )
- USS "Reid" (DD-21, DD-292, DD-369, FFG-30)
- USS "Reign" ()
- USS "Reina Mercedes" ()
- USS "Reindeer" (, , )
- USS "Release" (1855)
- USS "Relentless" (AGOS-18)
- USS "Reliable" ()
- USS "Reliance" (, )
- USS "Relief" (, , , , , )
- USS "Remey" (DD-688)
- USS "Remlick" ()
- USS "Remora" (SS-487)
- USS "Remus" ()
- USS "Renate" (, )
- USS "Rendova" (CVE-114)
- USS "Reno" (DD-303, CL-96)
- USS "Renshaw" (1862, DD-176, DD-499)
- USS "Rentz" (FFG-46)
- USS "Renville" ()
- USS "Report" ()
- USS "Repose" (AH-16)
- USS "Reposo II" ()
- USS "Reprisal" (1776, CV-30, CV-35)
- USS "Reproof" ()
- USS "Republic" ()
- USS "Republican River" ()
- USS "Repulse" ()
- USS "Requin" (SS-481)
- USS "Requisite" ()
- USS "Resaca" ()
- USS "Rescue" (, , , )
- USS "Rescuer" ()
- USS "Resistance" ()
- USS "Resolute" (, , , , , )
- USS "Restless" (, , , )
- USS "Restorer" ()
- USS "Retaliation" (1778, 1798)
- USS "Retort" ()
- USS "Retriever" ()
- USS "Reuben James" (DD-245, DE-153, FFG-57)
- USS "Revenge" (1776, 1777, 1804, 1813, 1822, AM-110)
- USS "Rexburg" ()
- USS "Reybold" (, )
- USS "Reyner and Son" ()
- USS "Reynolds" (, )

## Rh-Ri
- USS "Rhea" (, )
- USS "Rhebal" ()
- USS "Rhind" (DD-404)
- USS "Rhode Island" (1861), BB-17, SSBN-740)
- USS "Rhodes" (DER-384)
- USS "Rhododendron" ()
- USS "Rhodolite" ()
- USS "Rice County" (LST-1089)
- USS "Rich" (DE-695), DD-820)
- USS "Richard B. Anderson" (DD-786)
- USS "Richard B. Russell" (SSN-687)
- USS "Richard Bulkeley" ()
- USS "Richard Caswell" ()
- USS "Richard E. Byrd" (DDG-23)
- USS "Richard E. Kraus" (DD-849)
- USS "Richard G. Matthiesen" (AOT-1124)
- USS "Richard L. Page" (FFG-5)
- USS "Richard M. Rowell" ()
- USS "Richard P. Leary" (DD-664)
- USS "Richard Peck" ()
- USS "Richard Rush" ()
- USS "Richard S. Bull" ()
- USS "Richard S. Edwards" (DD-950)
- USS "Richard Vaux" ()
- USS "Richard W. Suesens" (DE-342)
- USS "Richey" ()
- USS "Richfield" ()
- USS "Richland" (, )
- USS "Richmond" (1798, 1860, CL-9)
- USS "Richmond K. Turner" (CG-20)
- USS "Ricketts" (DE-254)
- USS "Rickwood" ()
- USS "Riddle" ()
- USS "Ridgway" ()
- USS "Riette" ()
- USS "Rigel" (, AF-58)
- USS "Right" ()
- USS "Rijndam" ()
- USS "Rijnland" ()
- USS "Riley" (DE-579)
- USS "Rin Tin Tin" ()
- USS "Rincon" (AOG-77)
- USS "Rinehart" (DE-196(inne języki))
- USS "Ringgold" (DD-89, DD-500)
- USS "Ringness" (LPR-100)
- USS "Rio Bravo" ()
- USS "Rio de la Plata" ()
- USS "Rio Grande" ()
- USS "Ripley" ()
- USS "Ripple" (, )
- USS "Risk" ()
- USS "Rival" (, )
- USS "Rivalen" ()
- USS "Rivera" ()
- USS "Riverhead" ()
- USS "Riverside" (, )
- USS "Rixey" ()
- USS "Rizal" ()
- USS "Rizzi" (DE-537)

## Ro
- USS "Road Runner" ()
- USS "Roamer" (, )
- USS "Roanoke" (1814, 1855, 1917, PF-93, CL-114, CL-145, AOR-7)
- USS "Roark" (FF-1053)
- USS "Robalo" (SS-273)
- USS "Robert A. Owens" (DD-827)
- USS "Robert Brazier" ()
- USS "Robert Center" ()
- USS "Robert D. Conrad" (AGOR-3)
- USS "Robert E. Lee" (SSBN-601)
- USS "Robert E. Peary" (, FF-1073)
- USS "Robert F. Keller" (DE-419)
- USS "Robert G. Bradley" (FFG-49)
- USS "Robert H. McCard" (DD-822)
- USS "Robert H. McCurdy" ()
- USS "Robert H. Smith" (MMD-23)
- USS "Robert I. Paine" ()
- USS "Robert K. Huntington" (DD-781)
- USS "Robert L. Barnes" ()
- USS "Robert L. Wilson" (DD-847)
- USS "Robert M. Thompson" ()
- USS "Robert Smith" (DD-324)
- USS "Roberts" ()
- USS "Robin" (temporary name for HMS "Victorious" in 1943, MHC-54)
- USS "Robin Hood" ()
- USS "Robinson" (DD-88, DD-562)
- USS "Robison" (DDG-12)
- USS "Rochambeau" ()
- USS "Roche" ()
- USS "Rochester" (CA-2, CA-124, )**
- USS "Rock" ()
- USS "Rockaway" ()
- USS "Rockbridge" ()
- USS "Rockdale" ()
- USS "Rocket" (, , )
- USS "Rockford" ()
- USS "Rockingham" (LPA-229)
- USS "Rockport" (, )
- USS "Rockville" ()
- USS "Rockwall" (LPA-230)
- USS "Rocky Mount" ()
- USS "Rod" ()
- USS "Rodgers" (1879, TB-4, DD-254)
- USS "Rodman" (DD-456)
- USS "Rodney M. Davis" (FFG-60)
- USS "Rodolph" ()
- USS "Roe" (DD-24, DD-418)
- USS "Roebuck" ()
- USS "Roepat" ()
- USS "Rogday" ()
- RV "Roger Revelle" (AGOR-24) (Operated by Scripps Institution of Oceanography)
- USS "Rogers" (DD-876)
- USS "Rogers Blood" (APD-115)
- USS "Roi" (CVE-103)
- USS "Rolette" ()
- USS "Rolf" (DE-362)
- USS "Rolla" ()
- USS "Roller" ()
- USS "Rolling Wave" ()
- USS "Rollins" ()
- USS "Romain" ()
- USS "Roman" ()
- USS "Rombach" ()
- USS "Romeo" ()
- USS "Rommel" (DDG-30)
- USS "Romulus" ()
- USS "Ronaki" ()
- USS "Ronald Reagan" (CVN-76)
- USS "Roncador" (AGSS-301)
- USS "Rondo" (, )
- USS "Rondout" ()
- USS "Ronquil" ()
- USS "Rooks" (DD-804)
- USS "Roosevelt" (1905, DDG-80)
- USS "Roper" (APD-20)
- USS "Roque" (AG-137)
- USS "Rosa" (SP-757)
- USS "Rosal" (YFB-681)
- USS "Rosalie" (1863)
- USS "Rose" (1863, 1916)
- USS "Rose Knot" (AGM-14)
- USS "Rose Mary" (SP-1216)
- USS "Rosedale" (SP-3079)
- USS "Roselle" (SP-350, MSF-379)
- USS "Rosewood" (YN-26)
- USS "Ross" (DD-563, DDG-71)
- USS "Rotanin" (AK-108)
- USS "Rotary" (YO-148)
- USS "Roustabout" (YO-53)
- USS "Rowan" (TB-8, DD-64, DD-405, DD-782)
- USS "Rowe" (DD-564)
- USS "Roxane" (AKA-37)
- USS "Roy O. Hale" (DER-336)
- USS "Royal" (AMc-102)
- USS "Royal Palm" (YN-69)
- USS "Royal Savage" (1775)
- USS "Royone" (IX-235)
- USS "Royston" (YFB-44)

## Ru-Ry
- USS "Ruby" (PY-21)
- USS "Ruchamkin" (APD-89)
- USS "Rudderow" (DE-224)
- USS "Ruddy" (AM-380)
- USS "Rudolph Blumberg" ()
- USS "Rudyerd Bay" (CVE-81)
- USS "Ruff" (AMc-59, AMS-54)
- USS "Ruler" ()
- USS "Runels" (APD-85)
- USS "Runner" (SS-275, SS-476)
- USS "Rupertus" (DD-851)
- USS "Rush" (SP-712, WSC-151)
- USS "Rushmore" (LSD-14, LSD-47)
- USS "Rushville" ()
- USS "Russ" ()
- USS "Russell" (DD-414, DDG-59)
- USS "Russell County" (LST-1090)
- USS "Russell M. Cox" ()
- USS "Rutilicus" (AK-113)
- USS "Rutland" (APA-192)
- USS "Rutoma" (SP-78)
- USS "Ryer" (AG-138)